# Chiến tranh Uruguay
Chiến tranh Uruguay (10 tháng 8 năm 1864 - 20 tháng 2 năm 1865) đã diễn ra  Đảng Blanco cầm quyền của Uruguay và một liên minh bao gồm Đế quốc Brazil và Đảng Colorado của Uruguay, được Argentina hỗ trợ. Kể từ khi giành được độc lập, Uruguay đã bị tàn phá bởi các cuộc đấu tranh không liên tục giữa các phe phái Colorado và Blanco, từng cố gắng giành lấy và duy trì quyền lực lần lượt.  Nhà lãnh đạo Colorado Venancio Flores đã phát động cuộc Thập tự chinh giải phóng vào năm 1863, một cuộc nổi dậy nhằm lật đổ Bernardo Berro, người chủ trì một chính phủ liên minh (hợp nhất) Colorado Colorado Blanco. Flores được hỗ trợ bởi Argentina, người mà tổng thống Bartolomé Mitre đã cung cấp cho ông nguồn cung cấp, tình nguyện viên Argentina và vận chuyển đường sông cho quân đội.
Phong trào hợp nhất sụp đổ khi Colorados từ bỏ liên minh để gia nhập hàng ngũ của Flores. Nội chiến Uruguay nhanh chóng leo thang, phát triển thành một cuộc khủng hoảng phạm vi quốc tế gây bất ổn cho toàn bộ khu vực. Ngay cả trước cuộc nổi loạn ở Colorado, Blancos trong chủ nghĩa hợp nhất đã tìm cách liên minh với độc tài người Paraguay Francisco Solano López. Giờ đây, chính phủ Blanco hoàn toàn của Berro cũng nhận được sự hỗ trợ từ những người liên bang Argentina, những người chống lại Mitre và các đơn vị của ông. Tình hình xấu đi khi Đế quốc Brazil bị lôi kéo vào cuộc xung đột. Gần một phần năm dân số Uruguay được coi là người Brasil. Một số người tham gia cuộc nổi loạn của Flores, được thúc đẩy bởi sự bất mãn với các chính sách của chính phủ Blanco mà họ coi là có hại cho lợi ích của họ. Cuối cùng Brazil đã quyết định can thiệp vào vấn đề của Uruguay để thiết lập lại an ninh của các biên giới phía nam và sự lên ngôi của khu vực.
Vào tháng 4 năm 1864, Brazil đã cử Bộ trưởng Toàn quyền Jose Antônio Saraiva đến đàm phán với Atanasio Aguirre, người đã thành công Berro ở Uruguay.  đã thực hiện một nỗ lực ban đầu để giải quyết tranh chấp giữa Blancos và Colorados.  Đối mặt với sự không khoan nhượng của Aguirre liên quan đến yêu cầu của Flores, nhà ngoại giao Brazil đã từ bỏ nỗ lực và đứng về phía Colorados.  Vào ngày 10 tháng 8 năm 1864, sau khi tối hậu thư của Brazil bị từ chối, Saraiva tuyên bố rằng quân đội Brazil sẽ bắt đầu chính xác các cuộc trả thù. Brazil từ chối thừa nhận một tình trạng chiến tranh chính thức và trong phần lớn thời gian của nó, cuộc xung đột vũ trang Brazil của người Uruguay là một cuộc chiến không được công bố.
Trong một cuộc tấn công kết hợp chống lại các thành trì của Blanco, quân đội Brazil Colorado đã tiến qua lãnh thổ của người Uruguay, chiếm hết thị trấn này đến thị trấn khác.  Cuối cùng, Blancos bị cô lập ở Montevideo, thủ đô quốc gia. Đối mặt với thất bại nhất định, chính phủ Blanco bị bắt giữ vào ngày 20 tháng 2 năm 1865. Cuộc chiến ngắn ngủi sẽ được coi là một thành công nổi bật cho lợi ích của Brazil và Argentina, đã có sự can thiệp của Paraguay để hỗ trợ Blancos (với các cuộc tấn công vào các tỉnh Brazil và Argentina) không dẫn đến Chiến tranh Paraguay kéo dài và tốn kém.